# Devin Kelley
Devin Kelley (Saint Paul, 18 gennaio 1986) è un'attrice statunitense.

## Biografia
Nata a Saint Paul, in Minnesota, arriva al successo nel 2011 con la serie The Chicago Code, dove interpreta il ruolo di Vonda Wysocki.
Nel 2012 è nel cast della serie Covert Affairs dove ottiene il ruolo di Parker Rowland mentre dal 2014 interpreta la parte di Maggie Langston nella serie Resurrection.

## Filmografia

### Cinema
- Les Ours - cortometraggio - regia di Barry Friedman (2005)
- The Roommate - cortometraggio - regia di Adam Siegel (2008)
- Refrigerator - cortometraggio - regia di Jim Revis (2009)
- Chernobyl Diaries - La mutazione - regia di Bradley Parker (2012)
- Turtle Island - regia di David Wexler (2013)
- Anchors - regia di David Wexler (2014)
- Swept Under - Sulle tracce del serial killer (2015)

### Televisione
- Tease - serie tv (2009)
- The Chicago Code - serie tv (2011)
- Covert Affairs - serie tv (2011-2012)
- Resurrection - serie tv (2014-2015)
- Frequency - serie tv (2016-2017)

## Doppiatrici italiane
Nelle versioni in italiano delle opere in cui ha recitato, Devin Kelley è stata doppiata da:
- Anna Cugini in The Chicago Code
- Chiara Gioncardi in 9-1-1